# Gizziello

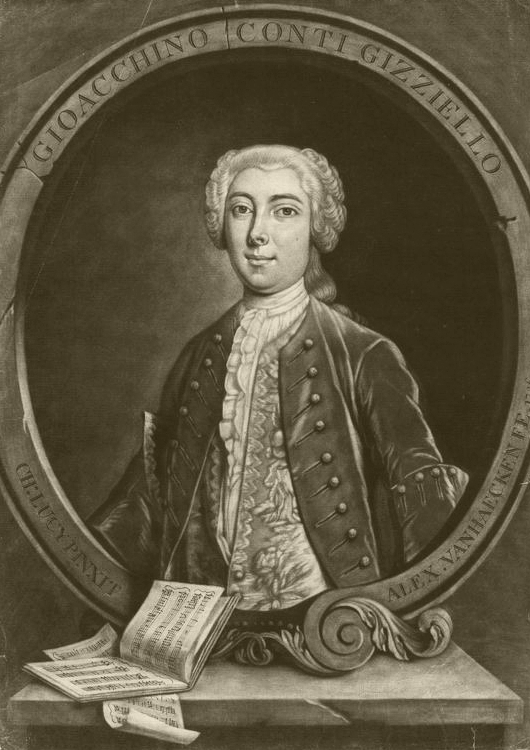
Dar Kastrat (Gioacchino Conti) – Stich von Alexander Van Haecken, nach einem Gemälde von Charles Lucy

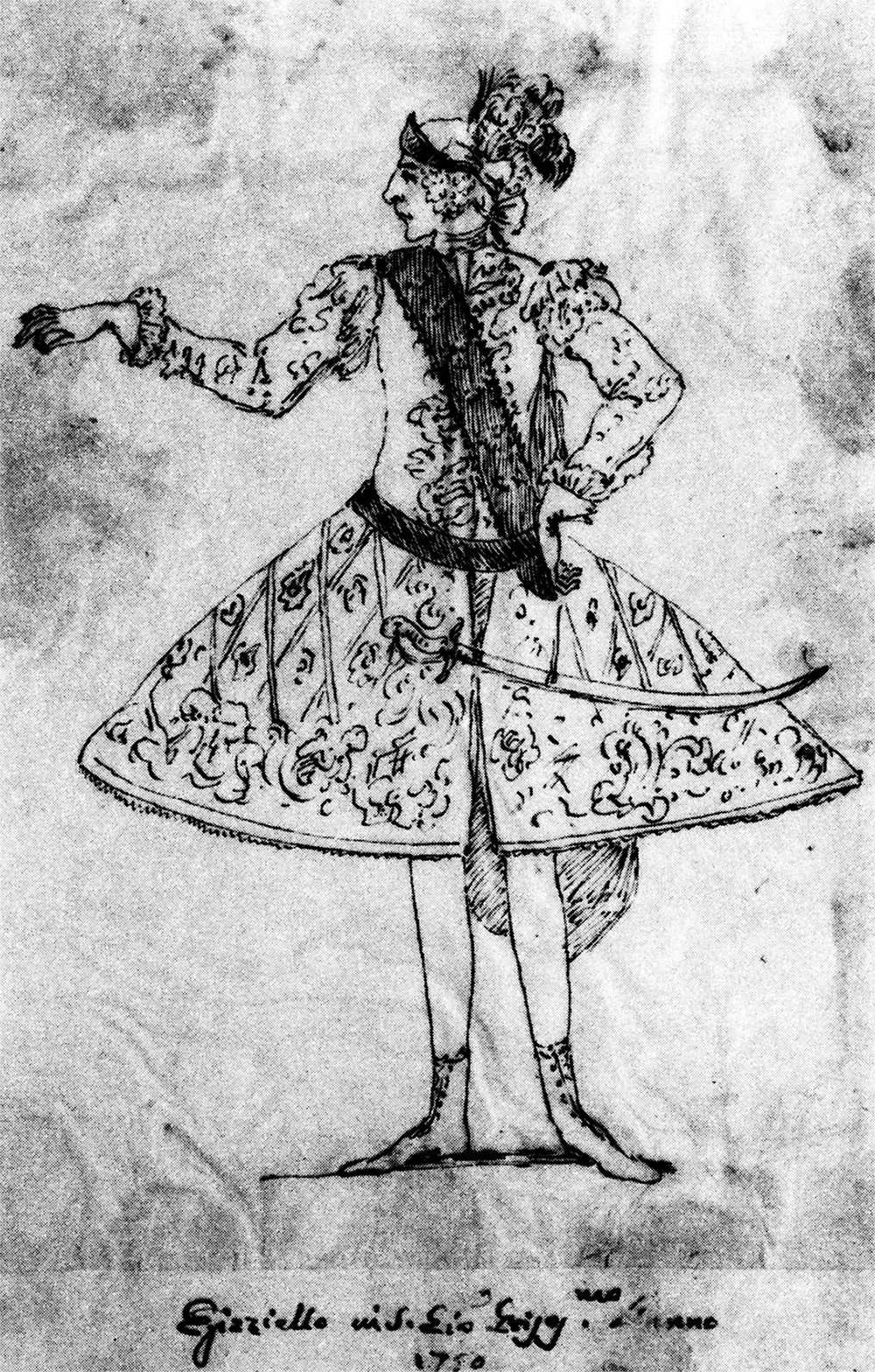
Der Kastrat Gizziello (mit bürgerlichem Namen Gioacchino Conti) – Karikatur von Antonio Maria Zanetti (1680–1767)

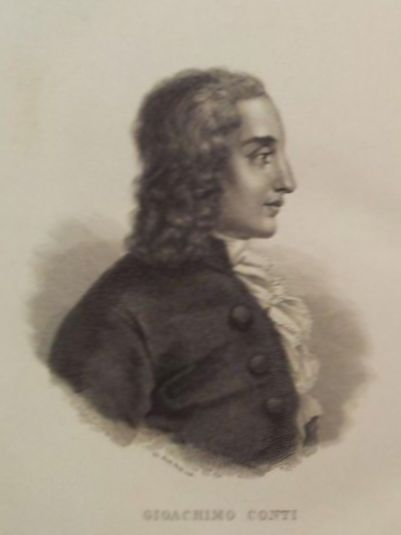
Giacchino conti detto Gizziello

Gizziello, eigentlich Gioacchino Conti, (* 28. Februar 1714 in Arpino; † Oktober 1762 in Rom) war ein italienischer Opernsänger (Kastrat, Sopran).

## Leben
Im Alter von acht Jahren wurde Gioacchino kastriert. Die Begründung dafür war eine schwere Erkrankung, die angeblich nur durch eine Kastration geheilt werden konnte. Dies entspricht aber sicher nicht der Wahrheit, denn schließlich stand die Kastration offiziell unter Strafe. Von Domenico Gizzi erhielt er 7 Jahre lang unentgeltlich Privatunterricht in dessen Haus in Neapel. Gizzi, 1680 geboren, war am selben Konservatorium (Conservatorio di Sant’Onofrio in Neapel) wie Farinellis Gesangslehrer Nicola Porpora. Nach Abschluss seiner Ausbildung nahm Gioacchino Conti den Künstlernamen Gizziello an und folgte damit der Tradition vieler seiner Gesangskollegen, die sich ebenfalls nach ihren Gesangslehrern benannten: z. B. Porporino nach seinem Gesangslehrer Porpora.
Im Jahr 1730 debütierte der mittlerweile 17 Jahre alte Gizziello in Rom in der Oper Artaserse von Vinci in der Rolle des Arbace. Er avancierte dort bald zum Publikumsliebling und rührte die Römer durch seine Gesangskunst zu Tränen. Sein Ruhm verbreitete sich bald in ganz Italien und so erfuhr auch der berühmte Kastrat und Schüler Porporas, Caffarelli, von seinem berühmten Kollegen. Laut einer Geschichte, die Charles Burney zugetragen worden war, soll Caffarelli, der zu diesem Zeitpunkt an der Oper in Neapel sang, im Jahr 1731 mit der Kutsche extra nach Rom gefahren sein, um sich die Auftrittsarie von Gizziello anzuhören. Laut dieser Anekdote soll Caffarelli so begeistert gewesen sein vom Auftritt seines Kollegen, dass er laut mit verstellter Stimme rief: „Bravo, bravissimo! Gizziello, é Caffarelli, che te lo dice!“ (Gizziello, es ist Caffarelli, der dir das sagt!). Anschließend fuhr Caffarelli sofort wieder mit der Kutsche nach Neapel zurück. Diese Geschichte ist umso bemerkenswerter, da kaum eine weitere Episode bekannt ist, in der Caffarelli derart positiv auf einen seiner Kollegen reagierte, ganz im Gegenteil. Doch auch diese Begeisterung währte nicht lange und Jahre später, als Caffarelli und Gizziello bei einer Veranstaltung in Neapel zusammen singen sollten, schwor Caffarelli, Gizziello zum Falschsingen zu verleiten. Gizziello erfuhr von diesem Vorhaben und suchte Caffarelli in dessen Haus in Neapel auf, was von ihm großen Mut verlangte, da Gizziello Angst vor seinem Kollegen hatte. Caffarelli „thronte“ während der ganzen Unterredung mit Gizziello auf einer Toilettenschüssel. Trotzdem sollen sich beide anschließend sehr gut verstanden haben und die Gesangsdarbietung konnte ohne Zwischenfälle über die Bühne gehen.
Gizziello war so beliebt in Rom, dass sein Engagement dort sogar um eine Saison verlängert wurde und er erst eine Saison später als geplant nach Wien aufbrechen konnte.
Von Wien aus war seine nächste Station London. Dort debütierte er in der Wiederaufnahme von Händels Oper Ariodante. Die Stimme Farinellis, die der 22-jährige Gizziello zum ersten Mal in London hörte, bewegte ihn so sehr, dass er geweint haben und sogar ohnmächtig geworden sein soll, weil er so verzweifelt darüber war, nie mit derselben Perfektion singen können zu werden. In England sang Gizziello in Giustino, in Atalanta, Arminio und Berenice. Es war in doppelter Hinsicht eine Premiere, nicht nur für den Sänger, der das erste Mal in London auftrat, sondern in gewisser Weise auch für den Komponisten Händel, da er bislang noch nie für einen Soprankastraten Arien komponiert hatte. Für Gizziello änderte Händel seine Gewohnheiten und schrieb die Arien für seinen neuen Star moderner und um einiges höher als für andere Sopranisten: Gizziello war der einzige Kastrat, dem Händel ein Hohes C in einer Arie vorschrieb (in der Oper Atalanta, die Arie am Ende des 1. Aktes: non sarà poco). Aber auch Gizziello vermochte den unaufhaltsamen Abstieg der opera seria in London nicht zu stoppen und am 15. Juni 1737 hatte er seinen letzten Auftritt in der Oper Berenice, vier Tage nach Farinellis Abschiedsvorstellung.
Weitere Stationen seiner Karriere waren u. a. Spanien, wo er von Farinelli, der dort mittlerweile die Opernaufführungen leitete, für einige Aufführungen engagiert worden war. Auch dort avancierte Gizziello bald zum Liebling des Hofes und durfte sehr häufig in den Privatgemächern des Königs und der Königin singen. Er galt als liebenswürdig. Als man ihn jedoch in Spanien mit einem unüblichen Vertrag an sich binden wollte, zog es Gizziello vor, nach Italien zurückzukehren.
Im Jahr 1752 war Gizziello Operndirektor in Lissabon, wo er fast ein Jahr pausieren musste, weil er wegen einer Krankheit nicht auftreten konnte. Er zog sich recht bald von der Opernbühne zurück (ca. 1757). Die Religion soll der einzige Trost in seinem späteren Leben gewesen sein bezüglich seiner schlechten gesundheitlichen Verfassung. Er ging aber nicht ins Kloster, obwohl sich dieses Gerücht sehr hartnäckig hält. Gizziello starb im Oktober 1762 in Rom.
Gizziello soll ein sehr bescheidener Mensch gewesen sein, trotz seines großen Könnens, weit davon entfernt, wie viele seiner Kollegen, sich Starallüren hinzugeben. Einer seiner Gesangsschüler war Glucks erster Orpheus, Gaetano Guadagni, dem er in Lissabon eine perfekte Gesangstechnik beibrachte.

## Würdigung
Gizziello wurde weithin anerkannt. In einem Brief vom 27. April 1736 schrieb der Händel-Verehrer und Freund Charles Jennens an Edward Holdsworth, wohl Bezug nehmend darauf, dass in der am 5. und 7. Mai 1736 bevorstehenden Wiederaufnahme von Händels Ariodante (die ein Jahr zuvor Premiere hatte) erstmals der Kastrat Gizziello zu hören sein würde, den aber Holdsworth offensichtlich nicht kannte:

„Mich wundert nicht, dass Sie Signr. Conti noch nicht gehört haben, denn wie ich höre, ist er gerade einmal 19 Jahre alt, und wahrscheinlich war er, als Sie in Italien weilten, noch nicht auf der Bühne zu erleben. Leute, die ihn gehört haben, sagen, dass er der beste Sopran(kastrat) ist, den sie jemals gehört haben. Das Erstaunlichste an ihm ist wohl, dass er mit einer völlig natürlichen Stimme noch ganze fünf Töne höher kommt als Farinelli und dennoch bis hinauf zu den höchsten Tönen absolut süß rüberkommt.“